# Då julen kom till Mumindalen
Då julen kom till Mumindalen (finska: Joulu saapuu Muumilaaksoon) är en finländsk animerad kortfilm från 2022 av studion Gigglebug Entertainment som premiärvisades på julafton i programmet Snöbarnens julsagor. Kortfilmen regisserades av Kari Juusonen och Jean-Michel Boesch efter ett manus av Eeva Putro med musik av Tuomas Kantelinen och bygger på novellen Granen av Tove Jansson. I huvudrollerna syns Markus Riuttu, Jessica Grabowsky, Stella Laine, Cecilia Paul, Joachim Wigelius.

## Handling
Hemulen väcker de sovande Mumintrollen, eftersom julen redan står för dörren. Men eftersom Mumintrollen går i ide över vintern och inte firar jul och inte ens känner till hur man firar jul, förundrar de sig över snön och de vita vinterlandskapen.

## Rollista
| Roll         | Svensk röst       | Finsk röst         |
| ------------ | ----------------- | ------------------ |
| Mumintrollet | Markus Riuttu     | Antti LJ Pääkkönen |
| Snorkfröken  | Jessica Grabowsky | Iina Kuustonen     |
| Salome       | Stella Laine      | Eeva Putro         |
| Muminmamman  | Cecilia Paul      | Elina Knihtilä     |
| Muminpappan  | Joachim Wigelius  | Santeri Kinnunen   |
| Hemulen      | Elmer Bäck        | Antti LJ Pääkkönen |
| Filifjonkan  | Pia Runnakko      | Sanna-Kaisa Palo   |